# روبرت لای
روبرت لای (به آلمانی: Robert Ley) (زاده ۱۵ فوریه ۱۸۹۰ _ مرگ ۲۵ اکتبر ۱۹۴۵)یک سیاستمدار آلمانی و از سال ۱۹۳۳ تا سال ۱۹۴۵ رئیس جبهه کارگری آلمانی در رایش سوم بود. وی قبل از محاکمه در دادگاه نورنبرگ خود را با پارچه حوله حلق آویز کرد.